# Averdunk Centrum
Het Averdunk Centrum is een overdekt winkelcentrum in de binnenstad van Duisburg. Het centrum dateert uit 1984 en is in 1997 verbouwd en gedeeltelijk gerenoveerd.
Het complex is gelegen in een bouwblok dat wordt begrensd door de Königsstrasse aan de zuidzijde, de Averdunkplatz en Averdunkstrasse aan de Westzijde, de Landfermannestrasse aan de noordzijde en de autosnelweg A59 aan de westzijde. Aan de noordzijde is er een voetgangersbrug vanuit het winkelcentrum naar de tegenoverliggende zijde van de Landfermannstrasse, de Averdunk-Passage. Het complex bevat naast 45 winkels, ook een parkeergarage met 450 parkeerplaatsen, een Mercure-hotel, kantoren en 19 appartementen.
Het winkelcentrum werd geopend in april 1984 en heeft een oppervlakte van 8238 m². Het complex heeft meer dan 80 eigearen en een aantal keren zijn delen van het vervallen en grotendeels leegstaande winkelcentrum geveild. Voor het laatst in oktober 2020 geveild. De koper is een Nederlandse investeerder die er een supermarktcentrum en een filiaal van Action wil ontwikkelen.